# Zhouwang, Anhui
Zhouwang (kinesiska: 周王) är en köping i östra Kina. Den ligger i stadsdistriktet Xuanzhou i staden Xuancheng i provinsen Anhui, omkring 180 kilometer sydost om provinshuvudstaden Hefei. Antalet invånare är 13 721. Befolkningen består av 6 779 kvinnor och 6 942 män. Barn under 15 år utgör 14,0 %, vuxna 15-64 år 69 %, och äldre över 65 år 16,0 %.